# Axel (Name)
Axel ist ein männlicher Vorname und Familienname.

## Herkunft und Bedeutung des Namens
Schwedisch (skandinavisch) für Abschalom (hebräisch: אַבְשָׁלוֹם) → Vater des Friedens oder Vater ist Friede.
Ab = der Vater (gemeint ist wahrscheinlich Gott) + Schalom = Friede.
Im Tanach ist Abschalom der zweite Sohn Davids (2 Sam 3,3 ).

## Namenstag
Nach dem dänischen Bischof Absalon (Axel) von Lund:
21. März; 3. Mai
- in Schweden: 16. Juni

## Varianten
- Axl, Akki, Aki, Axi; Axelle (fem.)
- Skandinavische Sprachen: Aksel
- finnisch: Akseli
- rätoromanisch: Atschel

## Namensträger

### Axel
- Axel von Ambesser (1910–1988), deutscher Schauspieler und Regisseur
- Axel Bachmann (* 1989), paraguayischer Schachspieler
- Axel Bärendorf (* 1957), deutscher Politiker, Bürgermeister von Reinbek
- Axel Bellinghausen (* 1983), deutscher Fußballspieler
- Axel Bojanowski (* 1971), deutscher Wissenschaftsjournalist
- Axel Bøyum (* 1995), norwegischer Schauspieler
- Axel Brauns (* 1963), deutscher Schriftsteller und Autist
- Axel Bulthaupt (* 1966), deutscher Moderator
- Axel Corti (1933–1993), österreichischer Regisseur
- Axel Dirx (1946–2017), deutscher Politiker (SPD) und Gewerkschafter
- Axel Eggebrecht (1899–1991), deutscher Schriftsteller
- Axel Martinius Erichsen (1883–1965), norwegischer Schachspieler
- Axel Fischer (* 1966), deutscher Politiker (CDU), MdB
- Axel Fischer (* 1981), deutscher Musiker und Schauspieler
- Axel Grzybowsky (* 1964), deutscher Musiker, siehe Dr. Scissors
- Axel Hacke (* 1956), deutscher Journalist und Schriftsteller
- Axel Häfner (* 1965), deutscher Schauspieler und Hörspielsprecher
- Axel Heinz (* 1987), deutscher Schachspieler
- Axel Holst (1860–1931), norwegischer Hygieniker und Bakteriologe
- Axel Holst (* 1967), deutscher Schauspieler
- Axel Honneth (* 1949), deutscher Sozialphilosoph
- Axel Horstmann (Altphilologe) (1945–2024), deutscher Altphilologe
- Axel Horstmann (Politiker) (* 1954), deutscher Politiker (SPD)
- Axel Ivers (1902–1964), deutscher Schauspieler, Regisseur, Sprecher, Autor und Übersetzer
- Axel Jüptner (1969–1998), deutscher Fußballspieler
- Axel Kahn (1944–2021), französischer Arzt und Genetiker
- Axel C. Kronenberg (* 1938), deutscher Offizier und Heimatforscher
- Axel Kruse (* 1967), deutscher Fußball- und American-Football-Spieler
- Axel Lamprecht (* 1956), deutscher Wirtschaftsinformatiker und Hochschullehrer
- Axel Lange (* 1963), deutscher Ingenieur, Erfinder, Pilot und Unternehmer
- Axel Linke (* 1966), deutscher Politiker (CDU), Bürgermeister von Warendorf
- Axel Merckx (* 1972), belgischer Radrennfahrer
- Axel Milberg (* 1956), deutscher Schauspieler
- Axel Monjé (1910–1962), deutscher Schauspieler und Synchronsprecher
- Axel Munthe (1857–1949), schwedischer Arzt und Autor
- Axel Oxenstierna (1583–1654), schwedischer Kanzler
- Axel Paulsen (1855–1938), norwegischer Eiskunstläufer
- Axel Plaue (* 1950), deutscher Politiker (SPD)
- Axel Pons (* 1991), spanischer Motorradrennfahrer
- Axel Prahl (* 1960), deutscher Schauspieler
- Axel Ranisch (* 1983), deutscher Regisseur, Autor und Schauspieler
- Axel Reitz (* 1983), ehemaliger deutscher politischer Aktivist, heute Referent bei Extremislos e. V.
- Axel Nilsson Ryning (1552–1620), schwedischer Admiral und Staatsmann
- Axel Sand (* 1961), deutscher Regisseur und Kameramann
- Axel Schock (* 1965), deutscher Autor und Publizist
- Axel Schönberger (* 1963), deutscher Sprachwissenschaftler
- Axel Schulz (* 1968), deutscher Boxer
- Axel Springer (1912–1985), deutscher Verleger
- Axel Stein (* 1982), deutscher Schauspieler und Komiker
- Axel Voss (* 1963), deutscher Politiker (CDU)
- Axel A. Weber (* 1957), deutscher Bankmanager
- Axel Werner (* 1945), deutscher Schauspieler
- Áxel Werner (* 1996), argentinischer Fußballtorhüter
- Axel Witsel (* 1989), belgischer Fußballspieler
- Axel Wöstmann (* 1961), deutscher Ruderer
- Dan-Axel Zagadou (* 1999), französischer Fußballspieler
- Axel Zwingenberger (* 1955), deutscher Jazzpianist

### Aksel
- Aksel Fredrik Airo (1898–1985), finnischer Generalleutnant und Politiker
- Aksel Aktaş (* 1999), französisch-türkischer Fußballspieler
- Aksel Hennie (* 1975), norwegischer Schauspieler, Regisseur und Drehbuchautor
- Aksel V. Johannesen (* 1972), färöischer Jurist und Politiker
- Aksel Waldemar Johannessen (1880–1922), norwegischer Grafiker, Bildhauer und Maler des Expressionismus
- Aksel Kankaanranta (* 1998), finnischer Sänger
- Aksel Larsen (1897–1972), dänischer Politiker
- Aksel Leth (* 1988), dänischer Schauspieler
- Aksel Lund Svindal (* 1982), norwegischer Skirennläufer
- Aksel Poulsen (* 1983), färöischer Badmintonspieler
- Aksel Sandemose (1899–1965), dänisch-norwegischer Schriftsteller
- Aksel Smith (1880–1919), norwegischer Zahnarzt, Autor, Zeitschriftenverleger und Prediger
- Aksel Tamm (1931–2023), estnischer Literaturwissenschaftler, Kritiker und Publizist

### Akseli
- Akseli Gallen-Kallela (1865–1931), finnischer Maler, Architekt und Designer
- Akseli Kokkonen (* 1984), finnisch-norwegischer Skispringer
- Akseli Lajunen (* 1982), finnischer Skispringer und Nordischer Kombinierer

### Künstlername „Axl“
- Axl Rose (* 1962), US-amerikanischer Sänger (Guns N’ Roses)